# Сосновицкое сельское поселение
Сосновицкое се́льское поселе́ние (карел. Sosnovičan kyläkunda) — упразднённое муниципальное образование в Лихославльском районе Тверской области Российской Федерации.
Административный центр — деревня Сосновицы.
Законом Тверской области от 5 апреля 2021 года № 17-ЗО было упразднено к 17 апреля 2021 года в связи с преобразованием Лихославльского муниципального района в Лихославльский муниципальный округ.

## История
Образовано в 2005 году, включило в себя территории Гуттского и Сосновицкого сельских округов.
Законом Тверской области от 17 апреля 2017 года № 24-ЗО были преобразованы, путём их объединения, муниципальные образования Барановское и Сосновицкое сельские поселения в Сосновицкое сельское поселение.

## Население
| 2008 | 2010 | 2011  | 2012  | 2013  | 2014  | 2015 |
| ---- | ---- | ----- | ----- | ----- | ----- | ---- |
| 1060 | ↘820 | ↘814  | ↗831  | ↘801  | ↘796  | ↘766 |
| 2016 | 2017 | 2018  | 2019  | 2020  | 2021  |      |
| ↘739 | ↘722 | ↗1549 | ↘1482 | ↘1471 | ↘1442 |      |

Национальный состав: русские и тверские карелы.

## Состав сельского поселения
| №  | Населённый пункт   | Тип населённого пункта          | Население |
| -- | ------------------ | ------------------------------- | --------- |
| 1  | Анжиково           | деревня                         | ↘13       |
| 2  | Анцифарово         | деревня                         | ↘110      |
| 3  | Гайново            | деревня                         | ↘17       |
| 4  | Гутты              | деревня                         | ↘27       |
| 5  | Домантово          | деревня                         | ↘49       |
| 6  | Ершиха             | деревня                         | ↘9        |
| 7  | Жерехово           | деревня                         | ↗37       |
| 8  | Захарино           | деревня                         | ↘6        |
| 9  | Зенево             | деревня                         | →0        |
| 10 | Иванцево           | деревня                         | ↘7        |
| 11 | Кагрушки           | деревня                         | ↘11       |
| 12 | Кунилово           | деревня                         | ↘1        |
| 13 | Ломки              | деревня                         | →0        |
| 14 | Лужки              | деревня                         | ↘17       |
| 15 | Малое Плоское      | деревня                         | →0        |
| 16 | Михайлова Гора     | деревня                         | ↘142      |
| 17 | Назарово           | деревня                         | →1        |
| 18 | Нигерёво           | деревня                         | ↘0        |
| 19 | Никифариха         | деревня                         | ↘1        |
| 20 | Ново-Воскресенское | деревня                         | →0        |
| 21 | Овинное            | деревня                         | ↘8        |
| 22 | Пекши              | деревня                         | ↘7        |
| 23 | Покровка           | деревня                         | ↘1        |
| 24 | Сальниково         | деревня                         | →0        |
| 25 | Селезениха         | деревня                         | ↗53       |
| 26 | Сосновицы          | деревня, административный центр | ↘247      |
| 27 | Степанково         | деревня                         | ↘0        |
| 28 | Сутоки             | деревня                         | ↘0        |
| 29 | Сухая Нива         | деревня                         | ↘1        |
| 30 | Терешкино          | деревня                         | ↗39       |
| 31 | Хмелевка           | деревня                         | ↘7        |

## Люди, связанные с поселением
В деревне Нигерёво родились Герои Советского Союза, брат и сестра Владимир Фёдорович и Тамара Фёдоровна Константиновы.